# Liquidambar formosana
Espèce
Statut de conservation UICN

 LC  : Préoccupation mineure
Liquidambar formosana est une espèce de plante à fleurs de la famille des Altingiaceae. Il est communémment dénommé Formosan gum, Chinese sweet gum ou Formosa sweet gum originaire d'Asie de l'Est.

## Description
Liquidambar formosana est un grand arbre indigène à feuilles caduques qui peut atteindre 40 m de haut. Les feuilles mesurent 10~15 cm de large et sont trilobées, contrairement aux feuilles à cinq ou sept lobes de la plupart des espèces américaines de Liquidambar. Le feuillage du L. formosana prend une couleur rouge très attrayante en automne. Les feuilles poussent de manière alternée et sont simples, palmées à nervures, avec des bords dentelés. Les racines peuvent être agressives et les branches sont généralement recouvertes de projections liégeuses. Les fleurs de L. formosana sont unisexuées. Cependant, les deux sexes peuvent être présents dans la même plante (monoïque). Les fleurs mâles sont des chatons, les fleurs femelles forment des têtes sphériques denses, et le fruit ressemble à une ronce en raison des styles persistants.

## Répartition et habitat
Liquidambar formosana pousse principalement dans les forêts des zones tempérées chaudes. Il a besoin d'un sol humide et peut pousser dans des zones peu ou pas ombragées. On le trouve généralement en Asie de l'Est, en Chine centrale et méridionale, à Taïwan et en Indochine.

## Utilisations

### Médicinale
Liquidambar formosana a de nombreux usages médicinaux. Les feuilles et les racines sont utilisées dans le traitement des tumeurs cancéreuses. L'écorce de la tige est utilisée dans le traitement des fluxes et des maladies de la peau. Les fruits sont utilisés dans le traitement de l'arthrite, du lumbago, de l'œdème, de l'oligurie, de la diminution de la production de lait et des maladies de la peau. La résine des tiges est utilisée pour traiter les furoncles hémorragiques, les escarboucles, les maux de dents et la tuberculose. Le tronc de cet arbre peut être utilisé pour sa résine aromatique. L'extrait de cette résine est utilisé pour favoriser la circulation sanguine et soulager la douleur.

### Autres utilisations
Liquidambar formosana est rare en culture mais dans ses régions d'origine, le bois est utilisé pour la fabrication de coffres à thé et les feuilles pour nourrir les vers à soie.

## Galerie

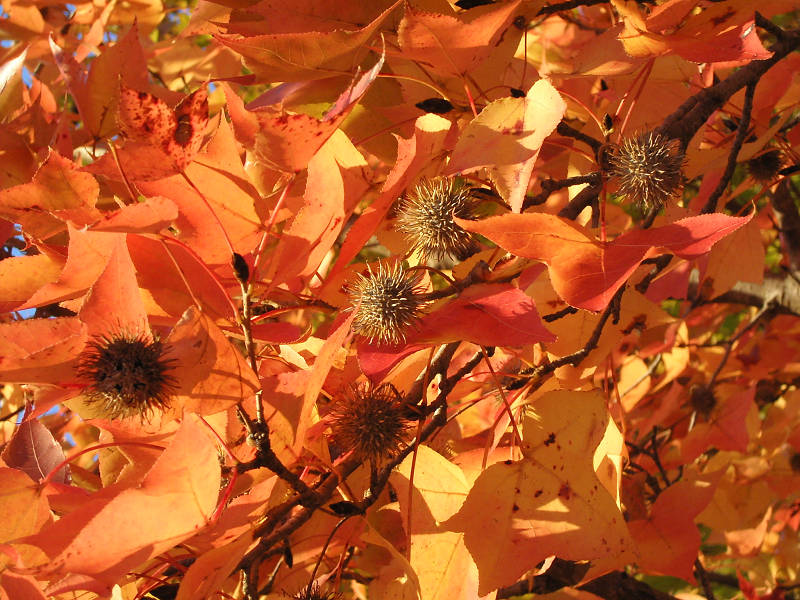
Feuillage d'automne et gousses de graines
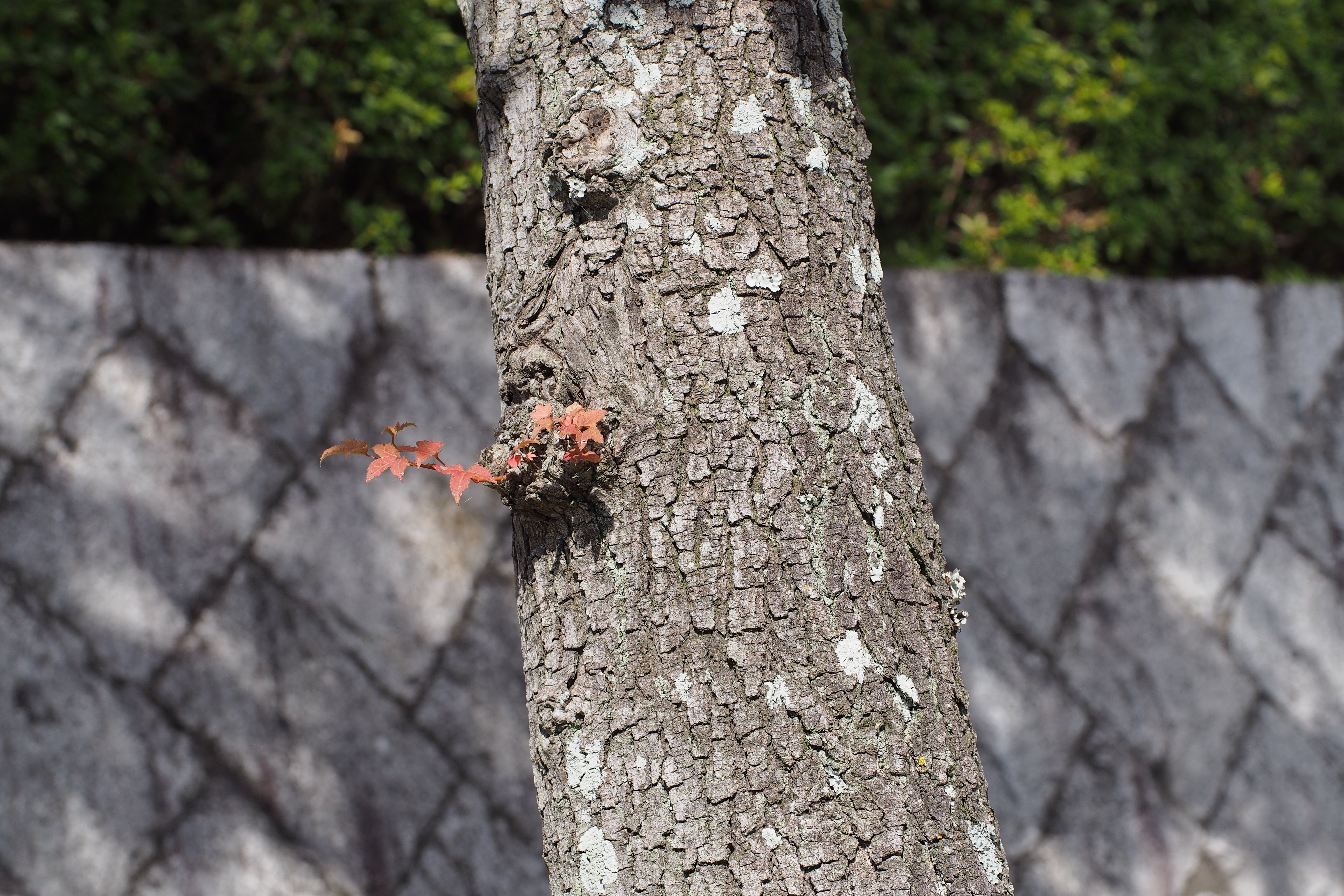
Détail de l'écorce
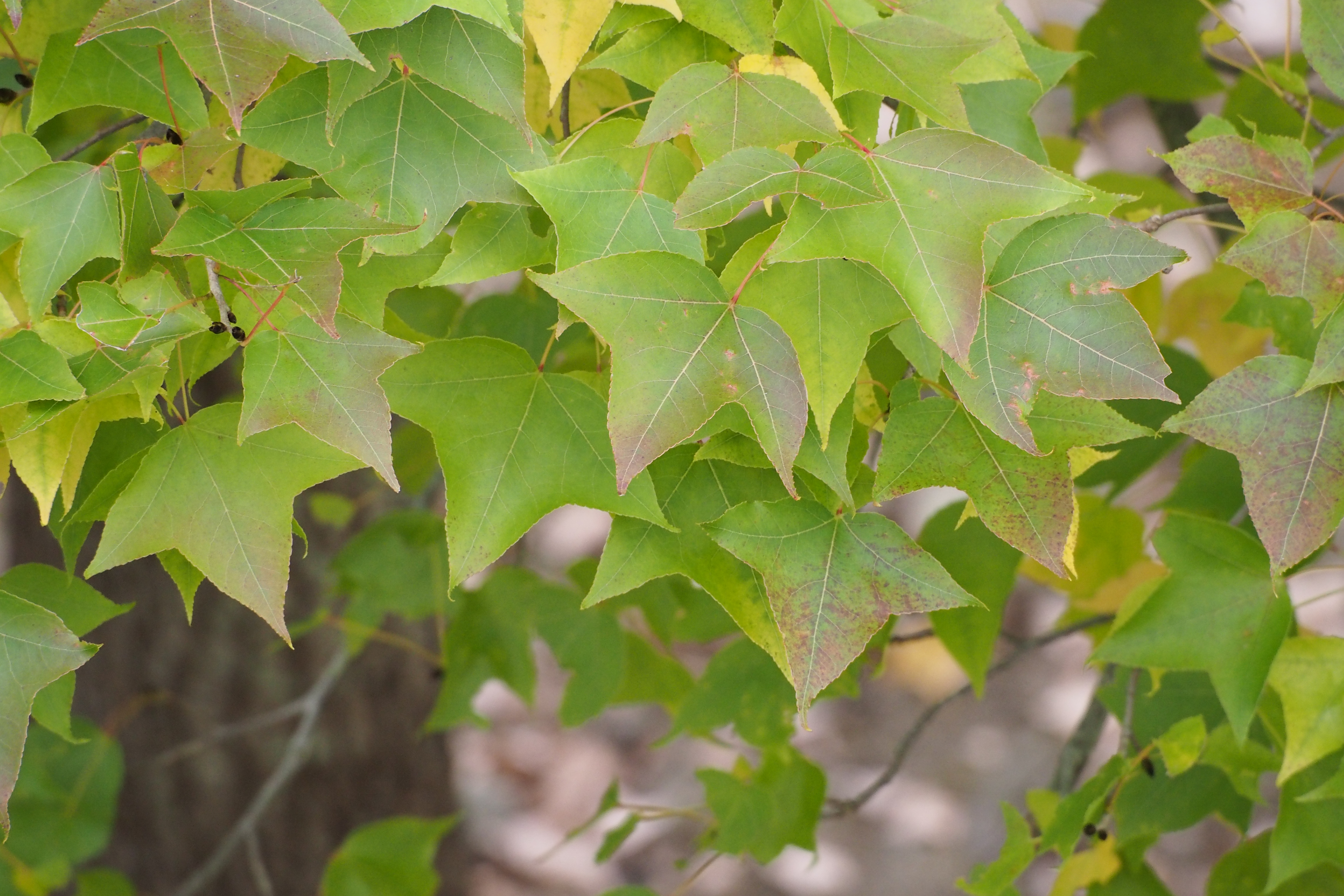
Feuillage
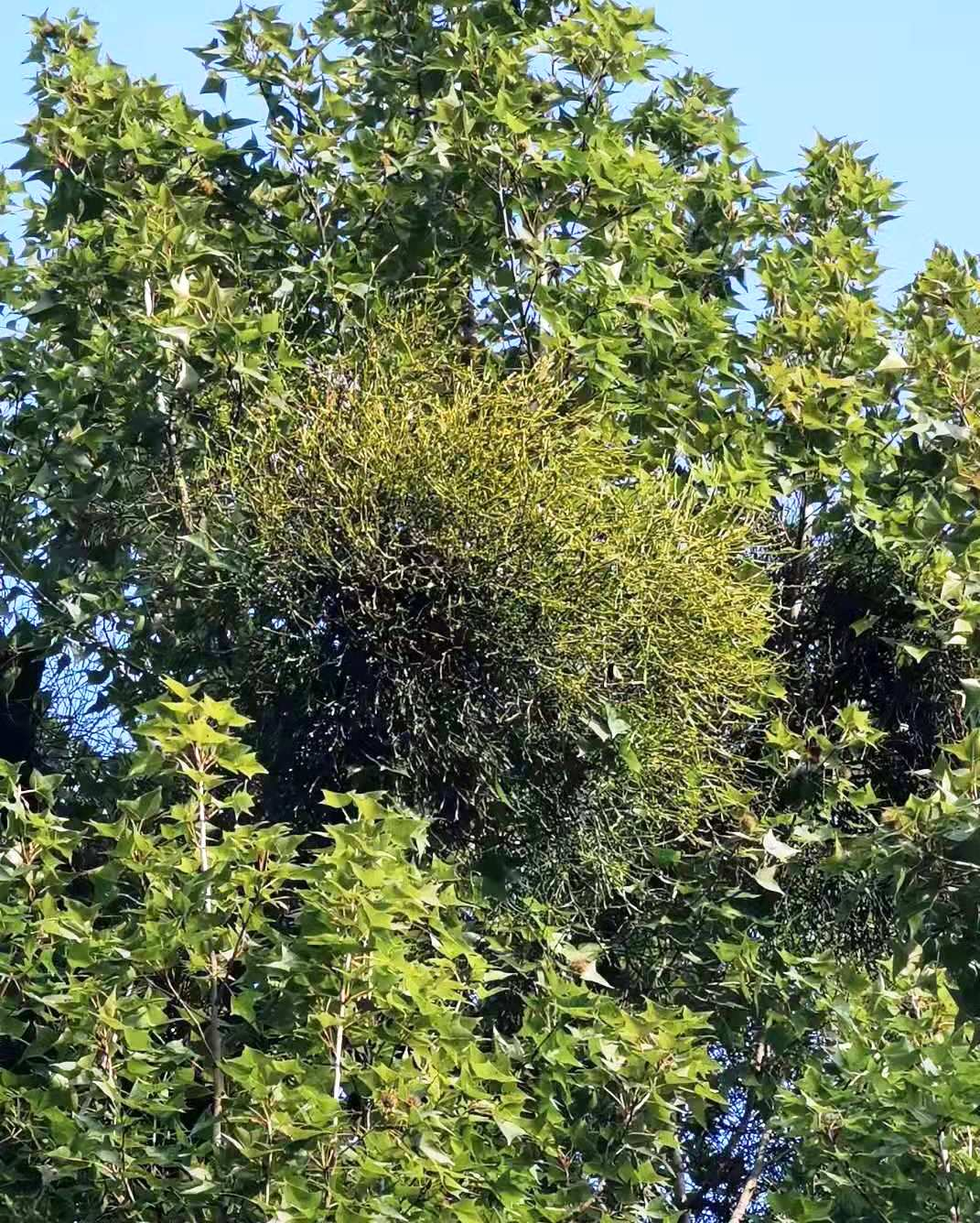
Viscum articulatum sur Liquidambar formosana. Taïwan.

## Répartition
Ce taxon se rencontre dans les pays suivants : Chine, Hong Kong, Laos, Taïwan, Viêt Nam.
La présence de ce taxon est incertaine dans le pays suivant : Corée du Sud.

## Systématique
Le nom correct complet (avec auteur) de ce taxon est Liquidambar formosana Hance.
Ce taxon porte en français le nom vernaculaire ou normalisé suivant : liquidambar de Formose,.
Liquidambar formosana a pour synonymes :
- Liquidambar acerifolia Maxim.
- Liquidambar edentata Merr.
- Liquidambar formosana subsp. monticola Rehder & E.H.Wilson
- Liquidambar formosana var. monticola Rehder & E.H.Wilson
- Liquidambar maximowiczii Miq.
- Liquidambar rosthornii Diels
- Liquidambar tonkinensis A.Chev.